# Pseudocryptochirus
Pseudocryptochirus is een geslacht van kreeftachtigen uit de klasse van de Malacostraca (hogere kreeftachtigen).

## Soort
- Pseudocryptochirus viridis Hiro, 1938